# Chinese Volleyball League 2003-2004 (femminile)
La Chinese Volleyball League 2003-2004 si è svolta dal 2003 al 2004: al torneo hanno partecipato 12 squadre di club cinesi e la vittoria finale è andata per la seconda volta consecutiva al Tianjin.

## Squadre partecipanti
| - Bayi - Beijing - Fujian - Henan - Jiangsu - Liaoning | - Nanjing - Shandong - Shanghai - Sichuan - Tianjin - Zhejiang |

## Premi individuali[1]
| Premio             | Giocatrice   | Squadra  |
| ------------------ | ------------ | -------- |
| MVP                | Zhao Ruirui  | Bayi     |
| Miglior attaccante | Yang Hao     | Liaoning |
| Miglior muro       | Li Shan      | Tianjin  |
| Miglior servizio   | Wang Lina    | Bayi     |
| Miglior allenatore | Wang Boaquan | Tianjin  |

## Classifica finale[1]
| Pos | Squadra  | Verdetto                        |
| --- | -------- | ------------------------------- |
| 1   | Tianjin  | Al campionato asiatico per club |
| 2   | Bayi     |                                 |
| 3   | Liaoning |                                 |
| 4   | Sichuan  |                                 |
| 5   | Jiangsu  |                                 |
| 6   | Zhejiang |                                 |
| 7   | Henan    |                                 |
| 8   | Nanjing  |                                 |
| 9   | Beijing  |                                 |
| 10  | Shandong |                                 |
| 11  | Shanghai |                                 |
| 12  | Fujian   |                                 |